# نيكون دي 90
نيكون دي 90 (Nikon D90) هي كاميرا احترافية 12.3 ميجا بيكسل، أصدرتها نيكون في أغسطس 2008 وهي تعتبر الموديل الأحدث للكاميرا دي 80

## تصوير الفيديو
تعتبر نيكون دي 90 هي أول كاميرا رقمية ذات عدسة أحادية عاكسة يمكن ان تصور فيديو
وحساسية الضوء فيها تترواح ما بين 200 - 3200
1. ↑  "Nikon D90". Digital SLR Cameras products line-up. Nikon Corporation. مؤرشف من الأصل في 2011-03-14.